# Криж
Криж је насељено место и средиште општине у западној Мославини, Загребачка жупанија, Хрватска. До нове територијалне организације подручје општине налазило се у саставу бивше велике општине Иванић Град.

## Становништво
На попису становништва 2011. године, општина Криж је имала 6.963 становника, од чега у самом Крижу 1.821.

## Попис1991.
На попису становништва 1991. године, насељено место Криж је имало 1.770 становника, следећег националног састава:
| Попис 1991.‍   | Попис 1991.‍  | Попис 1991.‍ | Попис 1991.‍ | Попис 1991.‍ |
| ------------- | ------------ | ----------- | ----------- | ----------- |
|               |              |             |             |             |
| Хрвати        | Хрвати       |             | 1.648       | 93,10%      |
| Југословени   | Југословени  |             | 45          | 2,54%       |
| Срби          | Срби         |             | 18          | 1,01%       |
| Чеси          | Чеси         |             | 10          | 0,56%       |
| Албанци       | Албанци      |             | 6           | 0,33%       |
| Муслимани     | Муслимани    |             | 6           | 0,33%       |
| Македонци     | Македонци    |             | 1           | 0,05%       |
| Пољаци        | Пољаци       |             | 1           | 0,05%       |
| Словаци       | Словаци      |             | 1           | 0,05%       |
| Словенци      | Словенци     |             | 1           | 0,05%       |
| остали        | остали       |             | 1           | 0,05%       |
| неопредељени  | неопредељени |             | 6           | 0,33%       |
| регион. опр.  | регион. опр. |             | 1           | 0,05%       |
| непознато     | непознато    |             | 25          | 1,41%       |
| укупно: 1.770 |              |             |             |             |